# Inventura demokracie

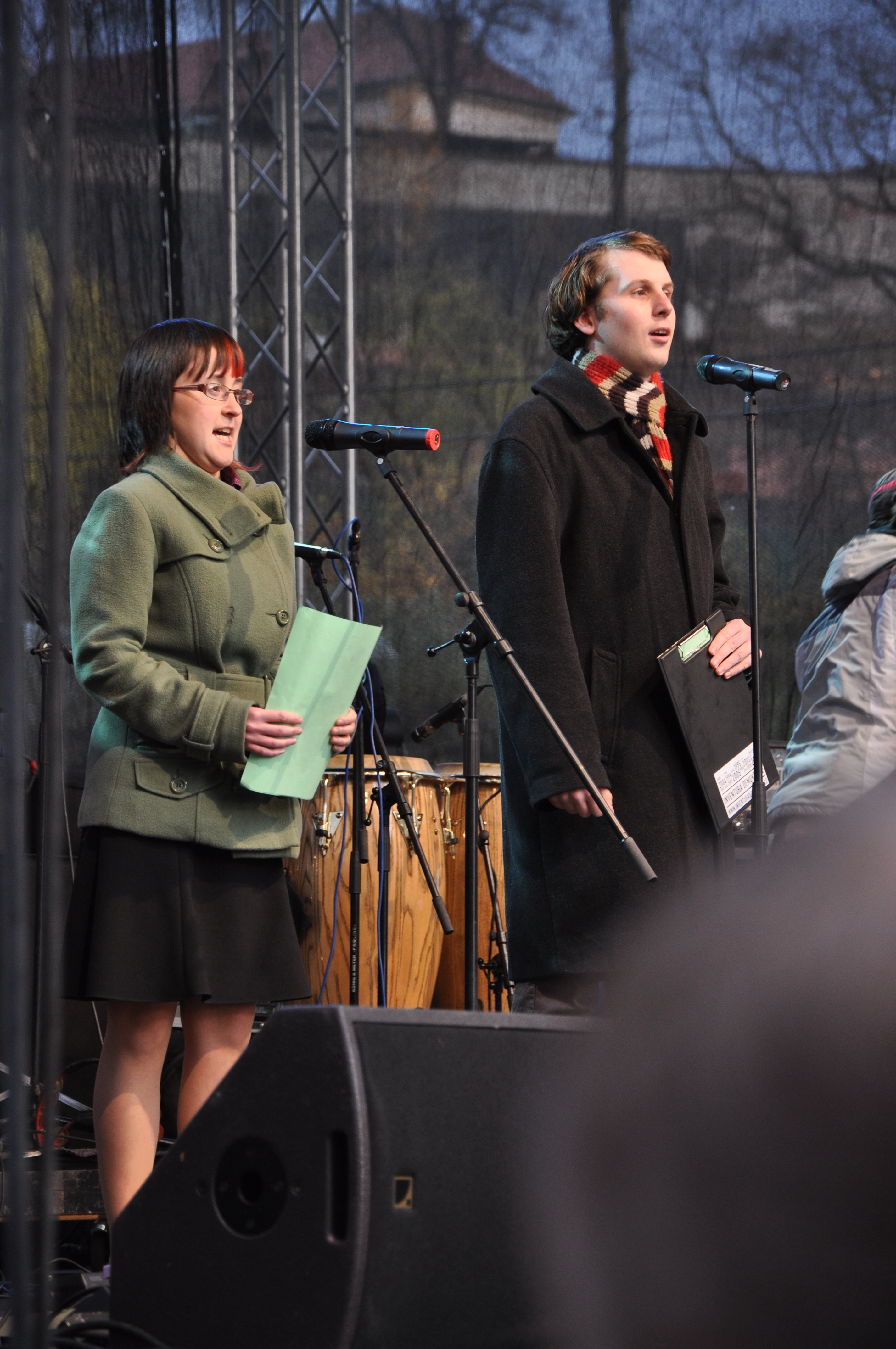
Studenti hovoří o iniciativě Inventura demokracie 17. listopadu 2009 na Albertově.

Inventura demokracie byla převážně studentská občanská iniciativa působící v letech 2008-2014. V iniciativě se vystřídaly dvě skupiny lidí: První jí na podzim roku 2008 založila a následně v únoru 2010 činnost předala další skupině která v jejich aktivitách pokračovala a rozvíjela také nové projekty až do roku 2014, kdy aktivita činnost zakončila projektem i90.cz  – Inventura devadesátek. 

## Činnost Inventury demokracie
Aktivita iniciativy počala výzvou českým politikům k devatenáctému výročí Sametové revoluce, aby k budoucím dvacetinám české demokracie legislativně lépe upravili některé nedostatky. Nutno říci, že se politici stavěli k výhradám převážně pasivně. Poté, co bylo již jasné, že na podzim roku 2009 se budou konat předčasné volby do parlamentu začalo však stále více stran považovat spolupráci s Inventurou demokracie za způsob, jak si získat sympatie především mladých vzdělaných voličů. 
Své názory se snaží mimo rozesílání výzvy studenti dostat do povědomí senátorů a poslanců i rozhovory s nimi samotnými. Takové schůzky s politickými činiteli nahrává Inventura demokracie na kameru.
Inventura demokracie se pokouší informovat veřejnost i zapojením se do kulturních a vzdělávacích akcí. Pořádá přednášky a debaty ("Doba Železná a Kožená"), filmové projekce, textové dílny a happeningy.

### Výzva Inventury demokracie
"Dejte nám dárek ke dvacetinám" byla zveřejněna 17. listopadu 2008. Název si studenti zvolili, protože chtěli přimět politiky k jednání do 17. listopadu 2009 (dvacáté výročí pádu komunistického režimu). Dokument se zabývá hlavně čtyřmi legislativními nedostatky, které by dle názoru Inventury demokracie neměly být v demokratické zemi tolerovány. Jsou to:
- Šíře poslanecké a senátorské imunity – Inventura demokracie požaduje její rozumné omezení. V tomto bodě s nimi souhlasí i Institut pro kriminologii a sociální prevenci.

- Tzv. legislativní přílepky – studentská iniciativa zde poukazuje na pozměňovací návrhy, které mění návrh zákona, s nímž tematicky ani vzdáleně nesouvisí a které jsou právě nejsnazší cestou, jak prosadit záležitosti, které by jinak poslanci neschválili nebo by vzbudily pozornost.

- Lobbování –  Inventura demokracie požaduje především jeho monitorování a regulaci.

- Obsazování mediální rad – zde naráží především na možnou citlivost způsobů volby do mediálních rad vůči politickému tlaku. Média by měla být v demokratické zemi svobodná tzn. nevázaná na politiku nebo by měla být volba rozložena mezi více institucí, aby mediální rady nebyly jen odrazem Poslanecké sněmovny.